# Жабокруки
Жабокруки (укр. Жабокруки) — село в Обертинской поселковой общине Ивано-Франковского района Ивано-Франковской области Украины.
Население по переписи 2001 года составляло 473 человека. Занимает площадь 7,115 км². Почтовый индекс — 78050. Телефонный код — 03479.

## История
Село подчинено сельсовету Хотимир

## Археология
Бронзовые изделия эпохи поздней бронзы найдены на территории села.

## Религия
Действует религиозная община ПЦУ (до 2018 принадлежали к УАПЦ), настоятель о. Иван Назарук мит.прот.

## Памятки
- Церковь Святого Онуфрия Великого (1772 г.)

## Известные люди
- Оскар Таучинский — австрийский поэт, родился в селе